# محلة جحرة (عبس)

تعديل مصدري - تعديل

محلة جحرة هي إحدى قرى عزلة بني عضابي بمديرية عبس التابعة لمحافظة حجة، بلغ تعداد سكانها 25 نسمة حسب تعداد اليمن لعام 2004.